# Albrecht van Brunswijk-Lüneburg
Albrecht van Brunswijk-Lüneburg (overleden te Bremervörde op 14 april 1395) was van 1359 tot aan zijn dood aartsbisschop van Bremen. Hij behoorde tot het Oudere Huis Brunswijk, een zijtak van de Welfen-dynastie.

## Levensloop
Albrecht was een zoon van hertog Magnus I van Brunswijk-Wolfenbüttel uit diens huwelijk met Sophia, dochter van markgraaf Hendrik I van Brandenburg.
Hij werd voorbestemd voor een kerkelijke loopbaan en was eerst kanunnik in Maagdenburg en proost van de Sint-Pauluskerk in Halberstadt. Na de abdicatie van Godfried van Arnsberg als aartsbisschop van Bremen begon in 1359 een strijd tussen de Welfen en het huis Oldenburg om het aartsbisdom Bremen. Albrecht moest het daarbij opnemen tegen Maurits van Oldenburg, die door Arnsberg nog tot diocesaan administrator was benoemd. Maurits werd gesteund door de stad Bremen en het domkapittel, terwijl Albrecht zijn familie en de Romeinse Curie aan zijn zijde had. In 1361 werd hij erkend als aartsbisschop van Bremen, waartegen Maurits van Oldenburg zich verzette. Pas nadat het leger van hertog Willem II van Brunswijk-Lüneburg in januari 1363 de burcht van Bremervörde belegerde, gaf Maurits in een verdrag zijn aanspraken op het aartsbisdom op.
Albrechts regering was doelloos; zo kwam hij er amper tussen bij interne conflicten. Toen tijdens de Mansloher Vete het volledige aartsbisdom Bremen in 1381 werd verwoest, greep hij niet in. In 1366 probeerde hij een conflict tussen de stadsraad en de gilden in Bremen in zijn eigen voordeel te gebruiken, zij het zonder veel succes. Bovendien slaagden de steden Bremen en Stade er tijdens zijn bewind in om een quasi onafhankelijke positie te verwerven.
Albrecht leidde een verspillende levensstijl. Om die te financieren, begon hij kerkgoederen te verpanden. Hij was de laatste in een reeks aartsbisschoppen die vanaf het begin van de 14e eeuw hun aartsbisdom ten gronde richtten en een ongekende achteruitgang en grenzeloze verwarring achterlieten. In 1369 verpandde hij voor 4.150 mark  het hele aartsbisdom met alle kastelen die hij nog in zijn bezit had aan de hertogen Willem en Magnus II van Brunswijk-Lüneburg en benoemde hij onder druk van hen Daniel von Borch tot diocesaan administrator. In 1375 verpandde hij de kerkgoederen van Bremen rechts van de Elbe aan graaf Adolf VII van Schaumburg en Stedingen aan graaf Koenraad II van Oldenburg. Deze laatste twee goederen verloor het aartsbisdom voorgoed.
Albrecht van Brunswijk-Lüneburg stierf in april 1395.
- Gemeinsame Normdatei: 136818544
- Virtual International Authority File: 81100175